# Рогожени (Горж)
Рогожени (рум. Rogojeni) насеље је у Румунији у округу Горж у општини Таргу Карбунешти. Oпштина се налази на надморској висини од 217 m.

## Становништво
Према подацима из 2002. године у насељу је живело 18 становника, од којих су сви румунске националности.